# Hot for Paris
Hot for Paris is een Amerikaanse muziekfilm uit 1929 onder regie van Raoul Walsh.  Destijds werd de film in Nederland uitgebracht onder de titel Achtervolgd door een millioen. De film geldt als wellicht zoekgeraakt.

## Verhaal
De ruwe zeebonk John Patrick Duke heeft een zwak voor vrouwen en sterkedrank. Hij weet niet dat hij op Longchamp een miljoen dollar heeft gewonnen met de paarden. Eerder heeft hij een relletje veroorzaakt in een Frans hotel. Hij denkt daarom dat hij wordt achtervolgd, als functionarissen hem van die geldprijs op de hoogte willen brengen. Uiteindelijk worden John en zijn vriend Axel gedwongen om het geld aan te nemen. Zo kunnen ze een feestje bouwen met hun Franse vrienden.

## Rolverdeling
| Acteur           | Personage         |
| ---------------- | ----------------- |
| Victor McLaglen  | John Patrick Duke |
| Fifi D'Orsay     | Fifi Dupré        |
| El Brendel       | Axel Olson        |
| Polly Moran      | Polly             |
| Lennox Pawle     | Mijnheer Pratt    |
| August Tollaire  | Papa Gouset       |
| George Fawcett   | Scheepskapitein   |
| Charles Judels   | Charlott Gouset   |
| Edward Dillon    | Scheepskok        |
| Rosita Marstini  | Moeder van Fifi   |
| Agostino Borgato | Vader van Fifi    |
| Yola d'Avril     | Yola Dupré        |
| Anita Murray     | Mimi              |
| Dave Balles      | Mijnheer Furrier  |